# Concepció Zendrera Tomás
Concepció Zendrera Tomás   (Barcelona, 15 de novembre de 1919 - Esplugues de Llobregat, 31 de juliol de 2020), també coneguda com a Conxita Zendrera, fou una editora i traductora catalana, coneguda entre d'altres per haver descobert Tíntin, del belga Hergé, i ser-ne la traductora al castellà.

## Biografia
Filla gran de Josep Zendrera Fecha (Barcelona, 1894-1969), fundador de l'Editorial Joventut, el 1944 es va fer càrrec de la divisió infantil i juvenil de l'empresa, fins al 1992, on va traduir al castellà nombroses obres, entre elles els àlbums de Tintín, que va descobrir el 1956 durant un congrés d'editors a Bolonya (Itàlia). Zendrera es va encarregar personalment de la traducció de Tintín al castellà i Joaquim Ventalló va traduir tota la sèrie al català, començant el 1964. També va ser la responsable de l'adquisició dels drets de les obres d'Enid Blyton i també dels àlbums de Mitsumasa Anno.
El 2019, Zendrera va fer 100 anys i 1001, l'Associació Catalana de Tintinaires, li va confeccionar un còmic biogràfic titulat Com Tintín va arribar al nostre país. Coincidint amb la celebració dels seus cent anys, va fer donació d'una part del seu fons de llibres infantils a la Biblioteca d'Humanitats de la Universitat Autònoma de Barcelona.
Morí el 30 de juliol de 2020 a l'edat de 100 anys.